# Vulturești (Argeș)
Vulturești is een Roemeense gemeente in het district Argeș.
Vulturești telt 2892 inwoners.